# سیکلیدهای تیلاپیایی
سیکلیدهای تیلاپیایی (نام علمی: Tilapiini) نام یک طایفه از تیره سیکلید است.